# Fabrizio Santafede

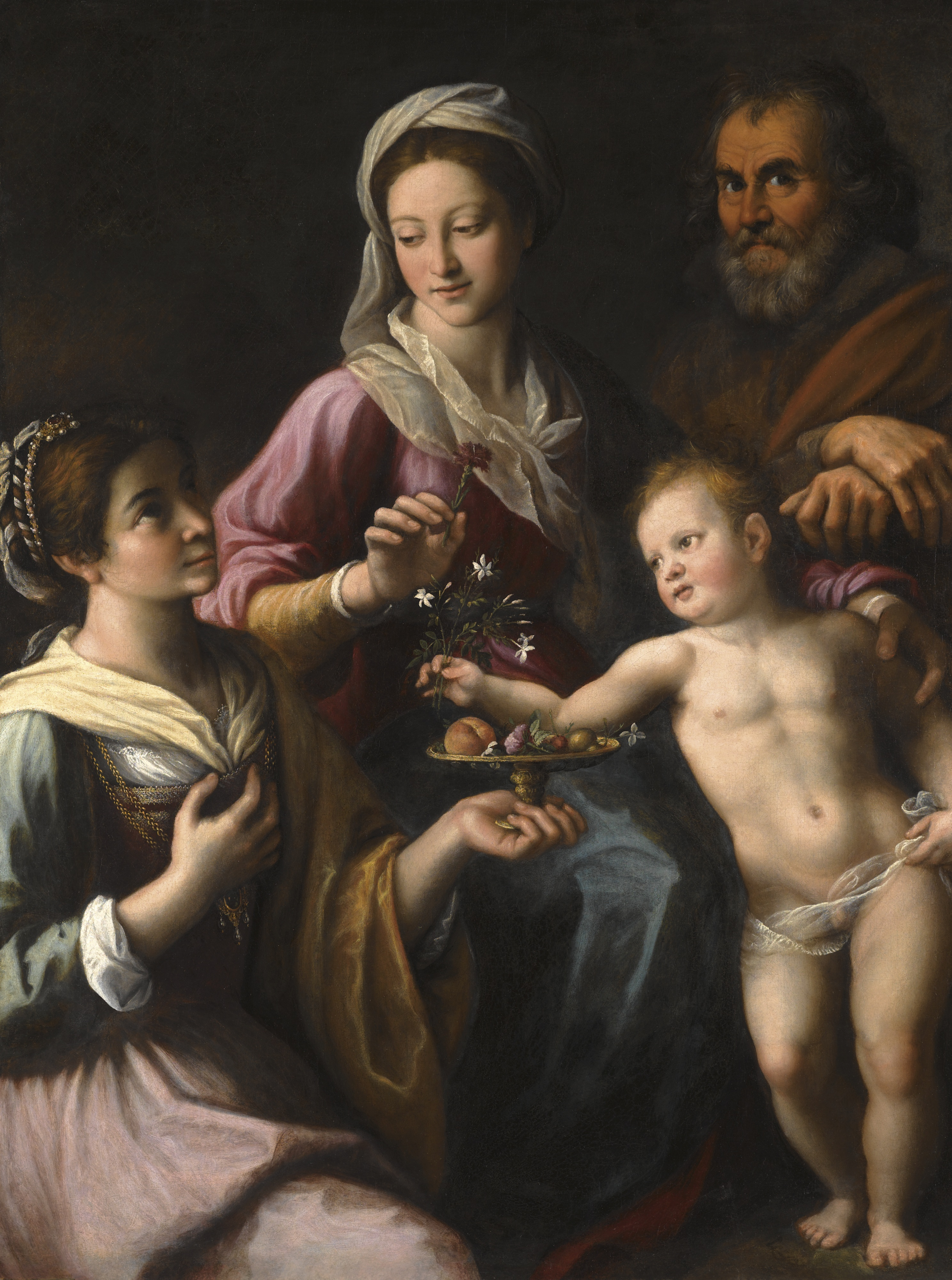
Heilige Familie mit der heiligen Dorothea, Privatsammlung

Fabrizio Santafede (* ca. 1555, vermutlich in Neapel; † zwischen Februar und April 1626 in Neapel) war ein italienischer Maler zwischen Spätmanierismus und Frühbarock, der vor allem in und um Neapel und in Süditalien tätig war.

## Geschichte
Fabrizio wurde wahrscheinlich um 1555 in Neapel geboren, laut Zezza (2003, S. 196) sind die Namen seiner Eltern nicht bekannt. Nach einem Bericht von Massimo Stanzione, der sich selber als Schüler von Santafede bezeichnete, hieß Fabrizios Vater Francesco, war selber Maler und habe bei Andrea di Salerno (oder Sabbatini) gelernt. Fabrizio habe sein Handwerk zuerst bei seinem Vater gelernt, und sei später bei Francesco Curia in die Lehre gegangen. Dies Alles überliefert der Kunsttheoretiker De Dominici (1745, S. 235).
Vom Ende der 1560er Jahre an war Fabrizio nachweislich Schüler von Marco Pino, dem zu dieser Zeit führenden Maler der Stadt. Das geht aus einer Zeugenaussage in einem Prozess hervor, den Pino und dessen Tochter Giulia 1575 gegen Antonio Spano führten, und ebenso, dass Santafede zu diesem Zeitpunkt „ungefähr 20 Jahre alt war“ (etatis annorum viginti in circa). Ein Jahr später 1576 heiratete Fabrizio Isabella Ciminello, mit der er mehrere Kinder hatte.
Sein ältestes identifizierbares Werk ist die Epifanias-Darstellung in San Biagio in Aversa (ca. 1575), die eine leicht abgewandelte Replik eines Bildes von Pino in Sant' Antoniello ai Vergini in Neapel ist.
In Santafedes Werk zeigt sich jedoch schon früh ein eigener „natürlicher, ruhiger Ausdruck“ (naturale pacatezza espressiva), mit „wohlausgewogenen, symmetrischen Kompositionen“ (composizioni simmetriche ed equilibrate), die weit von dem Stil seines Lehrers Pino entfernt sind.
De Dominici behauptet – teilweise wieder mit Berufung auf Massimo Stanzione –, Fabrizio sei weitgereist, und u. a. zwei Jahre in Rom gewesen, außerdem in der Lombardei, in Parma, Modena, Bologna, Venedig und Florenz, wobei er die Werke der wichtigsten Meister wie Raffael, Correggio, Tizian, Veronese und Andrea del Sarto studiert habe; del Sarto soll er besonders „bewundert und gelobt“ haben. Auf seinen Reisen soll er auch bereits mit den Reformbestrebungen der Carracci in Berührung gekommen sein; in Venedig habe er Tintoretto noch persönlich kennengelernt und Freundschaft mit Jacopo Palma il Giovane und Leandro Bassano geschlossen. Einflüsse der beiden letzteren auf Santafedes Malerei sieht auch De Mieri, der als Vorbilder aber vor allem Raffael nennt und Maler wie Federico Zuccari oder Barrocci. Mögliche weitere Einflüsse auf das Werk von Santafede könnten laut De Mieri auch von den „weichen und harmonischen Formen und Prinzipien der Natürlichkeit“ der toskanischen 'Reform'-Maler Santi di Tito und Domenico Passignano ausgegangen sein, von dem letzteren habe er möglicherweise auch eine Tendenz zum venezianischen Kolorit übernommen. Santafedes „Sprache der Frömmigkeit“ (linguaggio di pietà) entsprach der damals modernen Strömung und den Forderungen der Gegenreformation, ähnlich wie dies Cornelis Smet, Giovan Bernardo Lama und Silvestro Buono in ihren Werken ausdrückten.
Der Kunstkenner und Schriftsteller Carlo Celano hob Fabrizio Santafedes Vorreiterrolle in Neapel hervor, als ein Künstler, der sich von dem „gekünstelten“ Stil der Manieristen abwandte, und „die Kunst auf den rechten Weg zurückführte“:

„… was er durch Werke erreichte, die so 'keusch' in der Zeichnung, so duftig und lieblich im Kolorit sind, von einem Ausdruck, der zugleich so schön und wahr ist, dass sie den allgemeinen Applaus verdient haben, und dass man ihn den neapolitanischen Raffael nannte.
…ciò che ottenne facendo opere sì castigate nel disegno, sì leggiadre e soavi nel colore, con espressione bella congiunta al vero, che gli meritarono il plauso universale sì che ne fu chiamato il Raffaello napolitano.“

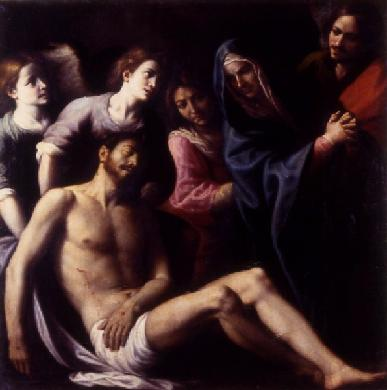
Grablegung Christi, 140 × 140 cm, Museum von Cádiz

Der Ruf Santafedes als eines der führenden Maler seiner Zeit hatte sich 1592 bereits so sehr gefestigt, dass er 1592 von dem spanischen Vizekönig Juan de Zúñiga ausgewählt wurde, um die Szene der Verkündigung für das Polyptichon der Kirche Santa Maria a La Vid bei Burgos zu malen; an dem Altar arbeiteten außerdem Girolamo Imparato, Wenzel Cobergher, Giovan Battista Cavagna und Domingo Treceño.

Etwa zur gleichen Zeit entstand eines der Meisterwerke von Santafede: die Madonna mit Kind zwischen den Heiligen Benedikt, Maurus und Placidus (1593) in der Cappella Medici di Gragnano von Santi Severino e Sossio in Neapel, „ein Bild von flüssig gemalter Klassik und Brillanz und von leuchtender, lichterfüllter Wahrhaftigkeit“, das außerdem deutlich den Einfluss Raffaels, aber in eigenständiger Interpretation, verrät. 

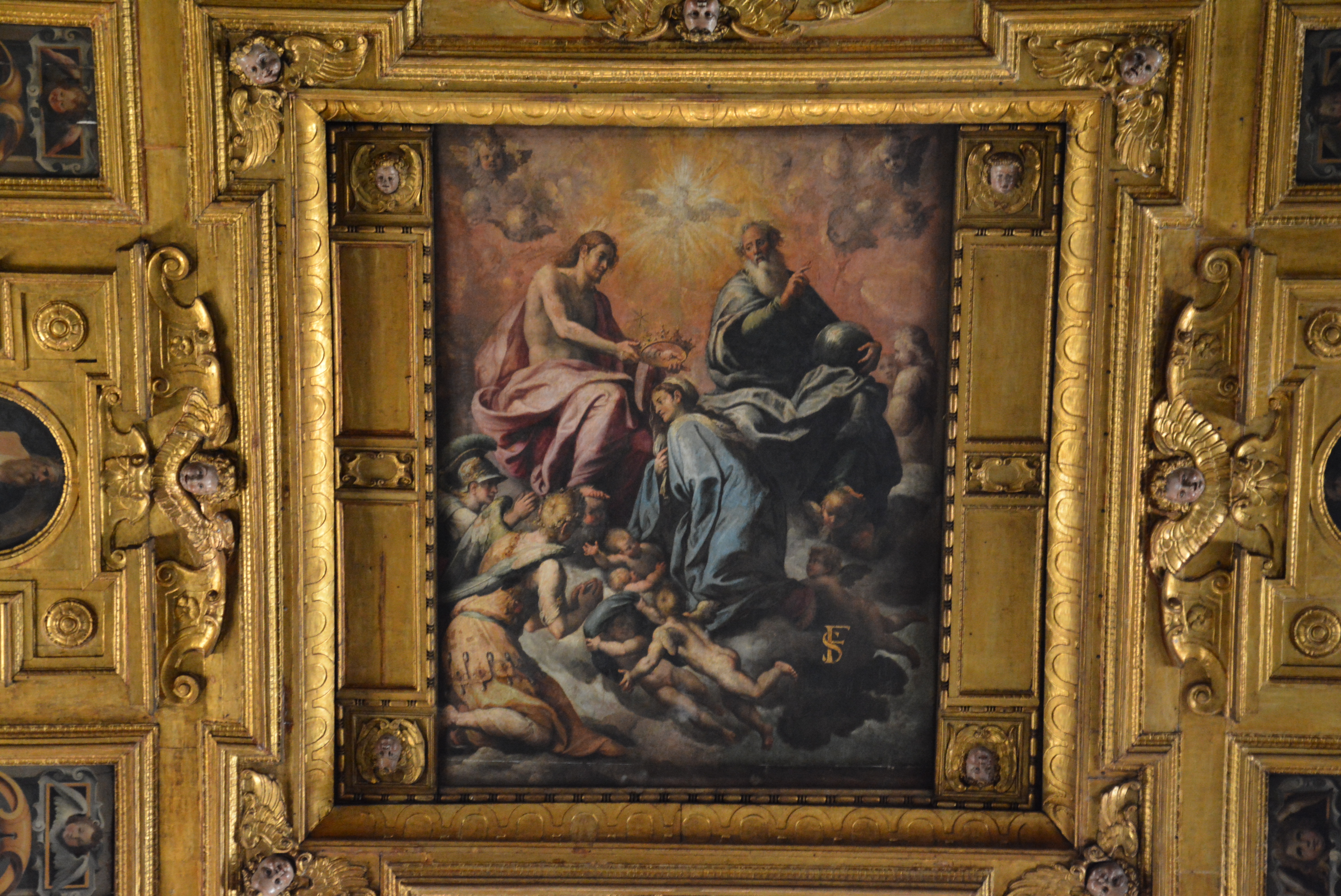
Marienkrönung an der Decke von Santa Maria la Nova (Neapel)

Zu den Meisterwerken zählt auch die Marienkrönung, die der Maler 1602 für die Kassettendecke in Santa Maria la Nova in Neapel schuf, und die laut De Dominici „von Kunstverständigen für ein Werk des hochberühmten Tizian gehalten“ worden sei. Die 1603 fertiggestellte Pietà in der Kapelle des Monte di Pietà von Neapel wurde einige Jahre später von Daniele Geofilo Piccigallo in seinen Rime (Venedig 1609) gefeiert.
Neben zahlreichen Aufträgen für Altarbilder und Madonnen in den Kirchen von Neapel und Umgebung arbeitete Fabrizio Santafede auch für private Kunstsammler, auch über den Umkreis Neapels hinaus, so hat er laut einem Brief von 1607 auch „einige Sachen“ für Vincenzo I. Gonzaga gemacht, und sogar Cosimo II. de’ Medici wünschte sich eine Galatea von Santafede, wie einige Briefe verraten, die der florentinische Agent Cosimo del Sera 1618 an den großherzoglichen Sekretär Andrea Cioli schrieb.
Santafede wurde auch sehr für seine Porträts gelobt, u. a. in einem Manuskript von Giovan Battista del Tufo.
In zeitgenössischen Briefen werden Bildnisse von Giulio Cesare Capaccio und Vincenzo Schiavetto (um 1597), sowie von Marcantonio Doria und Tommaso Stigliani erwähnt (um 1615). Von diesem Teil seines Werks ist jedoch nur wenig erhalten oder identifiziert, u. a. das Portrait von Juan de Zúñiga und seiner Frau Maria de Zúñiga in der Sammlung des Herzogs von Alba in Madrid, das mit 1596 datiert ist, oder die Edelmänner in Rüstung im Pio Monte della Misericordia und in der Sakristei von S. Domenico Maggiore in Neapel.

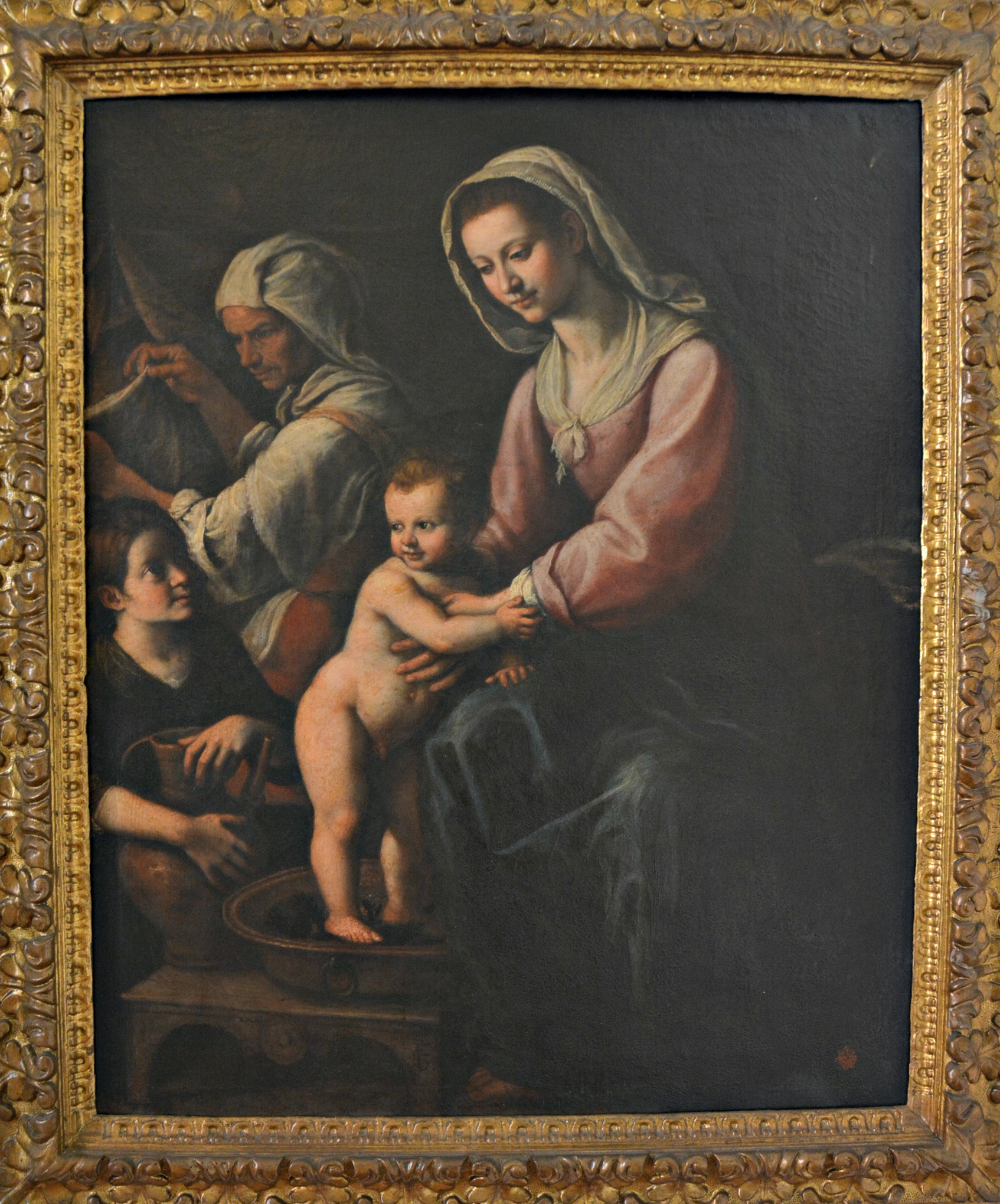
Bad des Jesuskindes, Quadreria dei Girolamini, Neapel

Er war auch ein bedeutender Sammler von Medaillen, Münzen, „griechischen und lateinischen“ Statuen und anderen marmornen Antiken, galt als musikalisch gebildet, kultiviert und belesen, und stand in Beziehungen zu führenden Literaten und Antiquaren seiner Zeit. De Dominici bezeichnete ihn als insigne antiquario („gebildeten Antiquar“), er sei auch im Besitz von „drei Originalzeichnungen des göttlichen Raffael von Urbino und vier von Michelagnolo Buonarruoti“ gewesen.
Die führende Rolle von Santafede in Neapel drückte sich auch darin aus, dass er verschiedentlich als künstlerischer Berater hinzugezogen wurde, z. B. für die Sammlung des Matteo di Capua. Für die Deputierten der Cappella del Tesoro di San Gennaro (im Dom von Neapel) reiste Santafede 1622 sogar nach Rom, um Cavalier d’Arpino für die Dekoration der Kapelle zu gewinnen. Nachdem alle Anfragen an d'Arpino und an Guido Reni (zwischen 1616 und 1622) gescheitert waren, vergab die Deputation der Cappella den Auftrag zunächst an Santafede selber, zusammen mit Battistello Caracciolo und Giovan Francesco Gessi. Allerdings gefielen die ersten Fresken der drei den Verantwortlichen nicht, und nach dem Tode von Santafede mussten seine Erben im April 1626 die im Voraus geleistete Bezahlung von 500 Dukaten für ein noch nicht begonnenes Bild zurückzahlen, zwei andere, die begonnen, aber noch nicht fertig waren, wurden seinem Sohn Pietro zurückgegeben.
Santafede hatte mehrere Schüler, der bedeutendste war der bereits genannte Massimo Stanzione (u. a. De Dominici, 1742–1745, 2008); außerdem Marco Mele und Giovanni de Gregorio, genannt „il Pietrafesa“, mit denen er vor allem bei Aufträgen in der Provinz oft zusammenarbeitete. Als ein Werk seiner Werkstatt gilt die Immaculata mit den Heiligen Francesco d’Assisi und Clara in der Kirche Santa Chiara von Vibo Valentia.
Fabrizio Santafede starb vermutlich kurz nach dem Februar des Jahres 1626, als er noch eine Bezahlung für eine Statue und das Grab von Giovan Battista Marino erhielt, die er jedoch laut Conte (2012, S. 214–217, 416) nicht mehr ausgeführt haben soll.

## Werke (Auswahl)

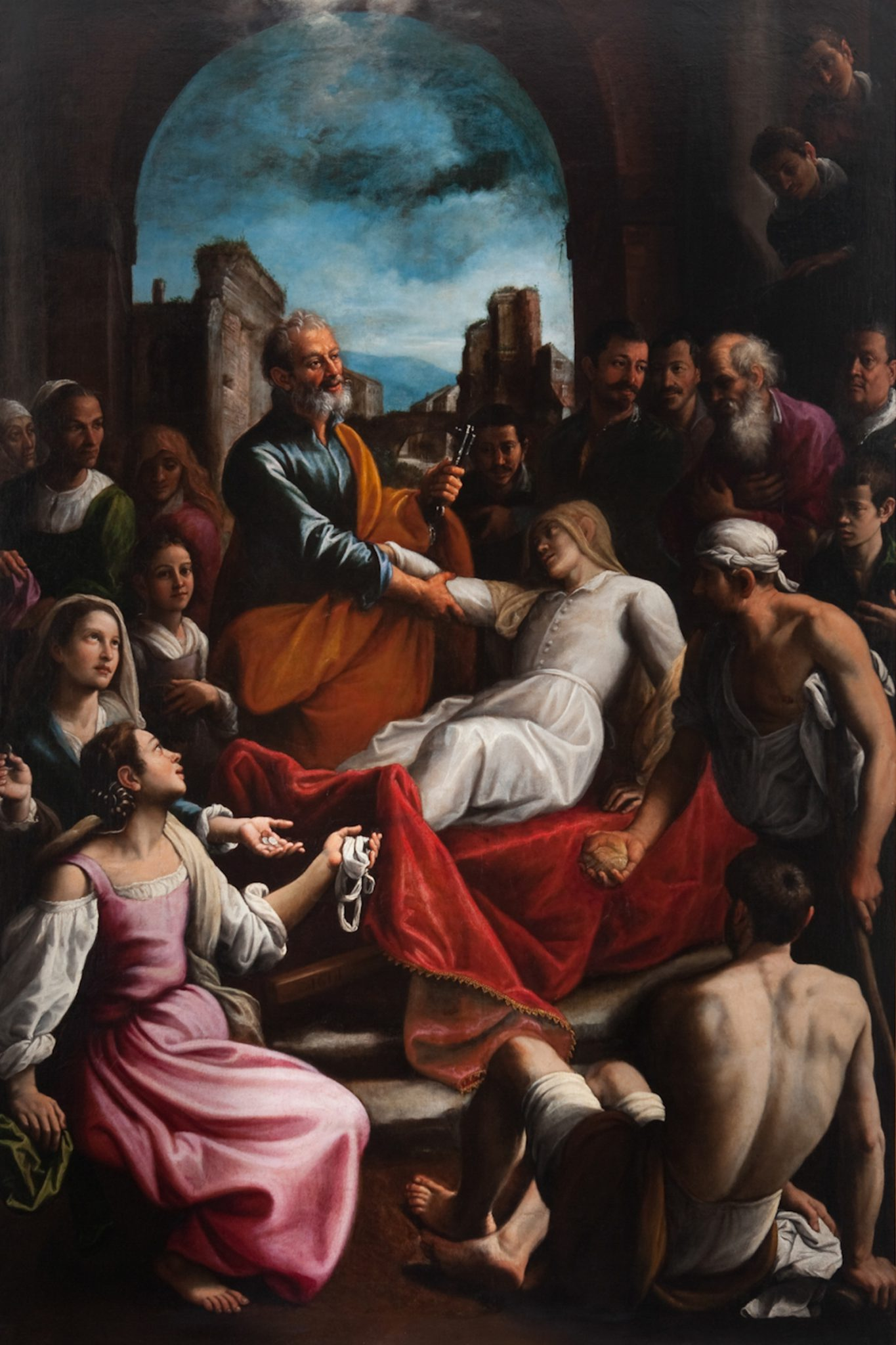
Der heilige Petrus erweckt Tabitha, 306 × 205 cm, Pio Monte della Misericordia, Neapel

Das Werk von Fabrizio Santafede bewegt sich stilistisch in einem Bereich zwischen dem späten Manierismus und dem Frühbarock, gehörte dabei jedoch zu einer Generation von Malern, die die Kunst erneuerten und zu denen laut Celano auch Scipione Pulzone, Girolamo Imparato, Belisario Corenzio, Giuseppe Cesari, genannt „Cavalier d'Arpino“, und Ippolito Borghese gehörten. Den letzteren bezeichnet Celano genau wie Santafede als einen „wunderbaren Nachahmer Raffaels“.
In seinem Hang zur Natürlichkeit, wie auch in der Behandlung von Licht und Schatten stellt Santafede eine gewisse Parallelerscheinung zur naturalistischen Kunst von Caravaggio und dessen Nachfolgern dar, allerdings in gemäßigterer Form und stilistisch etwas altmodischer. Zwischen die Manieristen und den Naturalismus des Caravaggio ordnete ihn bereits Celano ein. Die Inspiration durch die 'klassische' Kunst Raffaels und Andrea de Sartos wurde bereits genannt und ist besonders in seinen Madonnenbildnissen deutlich erkennbar.

Santafede war ein sehr fleißiger Künstler und hinterließ zahlreiche Werke vor allem in den Kirchen und Kapellen von Neapel und an anderen Orten in Kampanien und Süditalien.
Es folgt eine Auswahl von Werken, Datierung und Ort stammen von De Mieri (Dizionario degl'Italiani, 2017):
- Epifanias, in S. Biagio ad Aversa, 1575 (Replik eines Gemäldes von Marco Pino)
- Jungfrau mit Kind und sechs Heiligen, Hauptaltar der Kathedrale von Matera (ca. 1577–80)
- Rosenkranz, in Santa Sofia, Giugliano (Auftrag: 1579)
- Madonna del Suffragio, in Sant'Antonio, Manduria (ca. 1580),
- Jungfrau mit Kind und den Heiligen Bartolomäus und Johannes der Evangelist, in S. Pietro Martire, Neapel (ca. 1581)
- Rosenkranz, in S. Domenico a Mola di Bari,
- Taufe Christi, in Santa Maria dei Sette Dolori, Neapel (mit Porträt des unbekannten Stifters)
- Madonna di Loreto und Rosenkranz, in der Chiesa dello Spirito Santo a Sant’Antimo, Neapel,
- Madonna mit Kind und vier Heiligen der Congrega di S. Sofia, heute im: Museo diocesano, Neapel,
- Madonna mit Kind und den Heiligen Franziskus von Assisi und Benedikt, in S. Maria di Montecalvario, Neapel,
- Rosenkranz, in S. Giovanni in Palco, Mercato Sanseverino (1586),
- Madonna mit Kind und den Heiligen Stefan und Girolamo, in San Francesco a Caiazzo (1588),
- Immaculata, in S. Antonio a Sarno (1589),
- Epifanias, in S. Maria della Misericordia von Bellante,
- Geburt Jesu der Congrega dei Neri in Santa Restituta, im Dom von Neapel
- Verkündigung des Polyptichon von S. Maria a La Vid in Burgos (1592)
- Madonna mit Kind zwischen den Heiligen Benedikt, Maurus und Placidus, in der Cappella Medici di Gragnano von Santi Severino e Sossio in Neapel (1593),
- Madonna delle Grazie mit dem Heiligen Girolamo und dem Seligen Pietro da Pisa, in S. Maria della Grazie a Caponapoli, Neapel (1595),

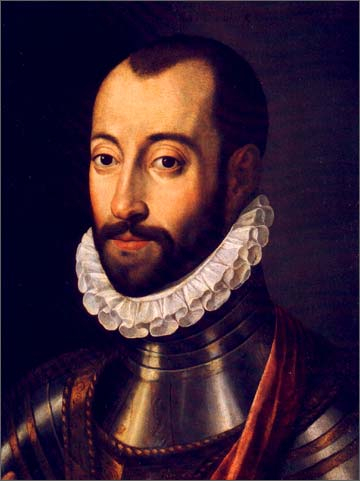
Edelmann in Rüstung, Pio Monte della Misericordia, Neapel

- Portrait des Juan de Zúñiga und seiner Frau Maria de Zúñiga, Sammlung des Herzogs von Alba, Madrid, 1596
- Edelmann in Rüstung, im Pio Monte della Misericordia, Neapel
- Edelmann in Rüstung, Sakristei von S. Domenico Maggiore, Neapel
- Madonna di Loreto, in S. Francesco a Quisisana in Castellammare di Stabia (1595–98)
- Rosenkranzmadonna, von Lucito (Campobasso), 1601–02
- Marienkrönung, an der Decke von S. Maria la Nova, Neapel (1602)
- Immaculata und Heilige, in Torre del Greco (1601–02),
- Pietà, in der Kapelle vom Monte di Pietà, Neapel (1601–03),
- Glorie der Jungfrau Maria mit Heiligen, in der Kathedrale von Lucera,
- Die Heimsuchung, in der Chiesa della Visitazione von Aieta (Cosenza), 1603 bis 1605
- Pietà, Madonna mit Jesuskind und Kreuz und diverse Tafeln mit Heiligen (ca. 1604), Museo diocesano von Gaeta,
- Stigmatisierung des Heiligen Franziskus von Assisi, in Galatone
- Madonna mit Kind und Heiligen, in S. Chiara in Trani (ca. 1605),
- Maria Immacolata mit Dreifaltigkeit, Heiligen und Propheten, in Aversa (ca. 1598–1606)
- Madonna mit Kind und den Heiligen Benedikt und Thomas von Aquin, in der Cappella d’Avalos von S. Maria di Monteoliveto, Neapel (1606–07),
- Verkündigung an die Hirten, im Cappellone Ruffo der Girolamini, Neapel (ca. 1606),
- Rosenkranzmadonna, in S. Maria Egiziaca all’Olmo, Neapel (1606–07),
- Madonna del Soccorso, in der Chiesa dello Spirito Santo, Neapel (1606–07),
- Das Pfingstwunder, ursprünglich für den Hauptaltar von Spirito Santo, Neapel, jetzt in der Sakristei (1609–10),
- Auferstehung Christi, im Monte di Pietà von Neapel (begonnen von Imperato und fertiggestellt von Fabrizio Santafede), 1607–1608
- Geburt Jesu, Museo di Capodimonte, Neapel (vermutlich ursprünglich in der Cappella Orsini der Chiesa del Gesù e Maria; 1612–14),
- Pietà dei Camaldoli,
- Christus und Maria Magdalena (1612) und Auferstehung der Witwe Dorca (1614), im Pio Monte della Misericordia, Neapel
- Madonna mit Kind und Heiligen, auf dem Hauptaltar von Santa Patrizia, Neapel (1617–19),
- Trinität mit der Jungfrau Maria und Heiligen, in der Cappella Salvo der Chiesa di Monteverginella, Neapel (1618–19)
- Madonna mit Kind, dem Heiligen Antonius von Padua und dem Johannesknaben, Chiesa dell'Annunziata von Levanto (La Spezia),

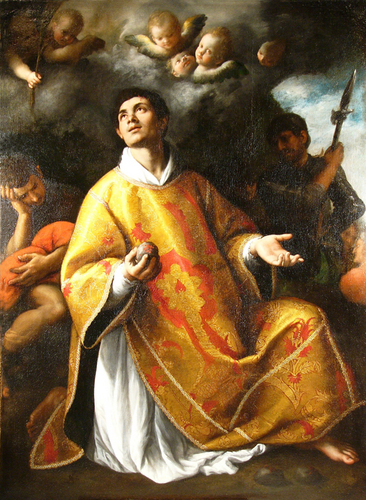
St. Stephan der Märtyrer, Szépművészeti Múzeum, Budapest

- St. Stefan der Märtyrer, Szépművészeti Múzeum in Budapest (1600–1620),
- Heiliger Lukas, Museo Mimara in Zagabria (1600–1620),
- Mystische Hochzeit der heiligen Katharina, Privatsammlung in New York (1600–1620),
- Die Jungfrau Maria mit dem heiligen Diego d’Alcalà, Sammlung des Marquis Amurrio in Madrid (1600–1620),
- Sacra conversazione, in der Galerie Harrach in Schloss Rohrau (1600–1620),
- Sacra conversazione, im Museum von Aquila (1600–1620),
- Die Söhne des Zebedäus vor Christus und Das Bad des Jesuskindes, in der Quadreria dei Girolamini (1600–1620)